# Ermida de Santa Justa
A Ermida de Santa Justa é um edifício religioso, situado na freguesia de Martim Longo do Município de Alcoutim, no Distrito de Faro, em Portugal.

## Descrição e história
Este santuário foi construído no século XVI. De reduzidas dimensões, é alvo de uma festa anual, realizada em Agosto, dedicada à sua padroeira.